# Enes Sipović
Enes Šipović (Sarajevo, 11 september 1990) is een Bosnische voetballer die sinds juli 2015 onder contract staat bij de Marokkaanse IR Tanger , uitkomend in de Botola Maroc Telecom. Hij speelt voornamelijk als centrale verdediger. Voordien speelde Šipović voor het Roemeense Oțelul Galațien het Belgische KVC Westerlo.